# Ухтинське міське поселення
Ухти́нське міське поселення (рос. Ухтинское сельское поселение) — муніципальне утворення у складі Ухтинського міського округу Республіки Комі, Росія. Адміністративний центр та єдиний населений пункт — місто Ухта.

## Населення
Населення — 99591 особа (2010; 103340 у 2002, 112876 у 1989).